# NGC 5782
NGC 5782 é uma galáxia lenticular (S0) localizada na direcção da constelação de Boötes. Possui uma declinação de +11° 51' 42" e uma ascensão recta de 14 horas, 55 minutos e 55,3 segundos.
A galáxia NGC 5782 foi descoberta em 19 de Abril de 1887 por Lewis A. Swift.